# Manala (album)
Manala to ósmy, studyjny album fińskiego zespołu folk metalowego Korpiklaani. Album został wydany 3 sierpnia 2012. Wydawcą płyty, tak jak trzech poprzednich albumów jest Nuclear Blast. "Manala" w tłumaczeniu na język polski oznacza "Zaświaty". Podstawowa wersja zawiera 12 utworów, dostępna jest też wersja z 13., bonusowym utworem zatytułowanym „Soil Of The Corpse”. Ci, którzy nie znają języka fińskiego mogą skorzystać z edycji limitowanej, która jest wzbogacona o 11 utworów anglojęzycznych, które są odpowiednikami utworów z wersji podstawowej.

## Lista utworów
CD 1
1. „Kunnia” – 3:25
2. „Tuonelan Tuvilla” – 3:10
3. „Rauta” – 3:06
4. „Ruumiinmultaa” – 3:37
5. „Petoeläimen Kuola” – 3:15
6. „Synkkä” – 5:25
7. „Ievan Polkka” – 3:08
8. „Husky Sledge” – 1:49
9. „Dolorous” – 3:05
10. „Uni” – 3:49
11. „Metsälle” – 5:35
12. „Sumussa Hämärän Aamun” – 6:19
13. „Soil Of The Corpse” (utwór bonusowy) – 3:38

CD 2 (Edycja limitowana)
1. „Honor” – 3:25
2. „At the Huts of the Underworld” – 3:10
3. „The Steel” – 3:06
4. „Soil of the Corpse” – 3:37
5. „Predator's Saliva” – 3:15
6. „Dismal” – 5:25
7. „Jeva's Polka” – 3:08
8. „Husky-Sledge” – 1:49
9. „Dolorous” – 3:05
10. „Dream” – 3:49
11. „Off to the Hunt” – 5:35

## Twórcy
| Personel - Jan Örkki Yrlund – projekt okładki - Aksu Hanttu – producent, realizacja nagrań, miksowanie, perkusja, instrumenty perkusyjne - Svante Forsbäck – mastering - Harri Hinkka – zdjęcia Gościnnie - Joey Severance – śpiew (CD2, 5) - Pat Henry – śpiew (CD2, 5) - Ivy Kräuter - flet prosty - Tuomas Keskimäki – teksty | Korpiklaani w składzie - Jonne Järvelä – wokal, gitara, mandolina, flet, instrumenty perkusyjne - Kalle „Cane” Savijärvi – gitara - Jarkko Aaltonen – gitara basowa - Matti „Matson” Johansson – perkusja - Juho Kauppinen – akordeon, gitara akustyczna - Tuomas Rounakari – skrzypce |